# ソウライヴ
ソウライヴ（Soulive）は、アメリカ、ニューヨーク州ウッドストック出身の、エリック・クラズノー（ギター）、アラン・エヴァンス（ドラム）、ニール・エヴァンス（キーボード）によるジャズ・ファンク・バンド。オリジナルはトリオであるが、編成をしばし変えている。切り裂くようなソロにキャッチーで、アップビートな特徴を持つ。
ホーン・セクションを取り入れることもあり、サム・キニンジャー（サクソフォーン、2000年-2003年）を正メンバーとして登用したこともあったが、ライヴではまたトリオ形態に戻しており、サムはサポートに戻っている。ラショーン・ロス（トランペット）、ライアン・ゾイディス（サクソフォーン）も2003年から2006年にかけて参加、2007年にはトゥーサン・イエシュア（ボーカル）も正メンバーとして加入したが、2008年にはトリオ形態に戻している。
名称は「Soul + Live」を併せた造語。

## バイオグラフィ
1999年4月2日、アランとニールのエヴァンス兄弟はエリック・クラズノーを招いて、ウッドストックのホーム・スタジオでセッションを行う。このときのジャム・セッションがヴェロア・レコーディングスよりファーストEP『ゲット・ダウン!』として発売される。同年発表のアルバム『ターン・イット・アウト』がヒットし、ジャズ・ファンク・シーンの台頭に躍り出る。このアルバムにはギタリストのジョン・スコフィールドやサックス奏者のサム・キニンジャー、ベーシストのオテイル・バーブリッジが参加。
2000年秋に老舗ジャズ・レーベルのブルーノート・レコードと契約、2001年秋にアルバム『ドゥーイン・サムシング』をリリース。契約時にはユニバーサル・ミュージックと競合していたという。ジェームズ・ブラウンのバンド・メンバーのトロンボーン奏者、フレッド・ウェズリーがホーン・アレンジをしている。2002年発表のアルバム『ネクスト』でサイド・メンバーだったサム・キニンジャーが正メンバーとして起用される。デイヴ・マシューズ等が参加しており、ラップのある曲や、フュージョンぽいアレンジの曲もある。2003年にはサムが離れ、トリオ形態に戻り、セルフタイトルのライブ・アルバム『ライヴ! (Soulive)』をリリース。ライブ・アルバムを出すことこそ結成初期より思い描いていたことだという。同時期にヒップホップにリミックスされたアルバム『ターン・イット・アウト・リミックス』を発表。
2004年には「インスタント・ライブ・シリーズ」という、ライブで収録した音源をその場でパッケージしたものを販売している。CD-R仕様ではあるが、公式扱いである。
2005年夏にブルーノートを離れ、コンコード・レコードに移り、9月13日に『ブレイク・アウト』をリリース。元来のジャズ・フォーマットから離れ、ソウル/R&B色が強めで、チャカ・カーン等を呼んだボーカル曲を多く取り入れている。
2007年に復活したスタックス・レコードに移籍。ボーカリストのトゥーサンが正メンバーとして加入し、アルバム『ノー・プレイス・ライク・ソウル』を発表。アメリカでは7月末の発表予定だったが、国内盤はコロムビアミュージックエンタテインメントより先行して6月に発売された。2009年にはインディーズ・レーベルに移り、2010年にビートルズのトリビュート・アルバム『ラバー・ソウライヴ』を発表。10月には2008年にブルーノート東京で行われたライブの模様を収録した『ライヴ・アット・ブルーノート東京』を発表。トリオ構成のものとホーン・セッションを加えた構成のものを収録している。また同時期にエリックはアルバム『レミニス (Reminisce)』を発表し、ソロ・デビューしている。

## ディスコグラフィ

### アルバム
- 『ゲット・ダウン!』 - Get Down! (1999年、Soulive/Velour Recordings) ※EP
- 『ターン・イット・アウト』 - Turn It Out (2000年、Velour Recordings)
- 『ドゥーイン・サムシング』 - Doin' Something (2001年、Blue Note)
- 『ネクスト』 - Next (2002年、Blue Note)
- 『ライヴ!』 - Soulive (2003年、Blue Note) ※ライブ
- 『ターン・イット・アウト・リミックス』 - Turn It Out Remixed (2003年、Velour Recordings)
- 『ソウライヴ・ベスト〜ステディ・グルーヴィン』 - Steady Groovin'  (2005年、Blue Note) ※コンピレーション
- 『ブレイク・アウト』 - Break Out (2005年、Concord)
- 『ノー・プレイス・ライク・ソウル』 - No Place Like Soul (2007年、Stax)
- 『アップ・ヒア』 - Up Here (2009年、Royal Family)
- Live in San Francisco (2009年、Royal Family)
- 『ライヴ・アット・ブルーノート東京』 - Live at the Blue Note Tokyo (2010年、Royal Family)
- 『ラバー・ソウライヴ』 - Rubber Soulive (2010年、Royal Family)
- 『スパーク』 - Spark! (2012年、Royal Family) ※with カール・デンソン
- Cinematics, Vol. 1 (2018年、Soulive Music) ※EP

### インスタント・ライブ・シリーズ
- Beachland Ballroom and Tavern ※オハイオ州クリーブランド、2004年9月28日録音
- Blind Pig ※ミシガン州アナーバー、2004年9月29日録音
- Fine Line Café ※ミネソタ州ミネアポリス、2004年10月2日録音
- Iowa State University ※アイオワ州エイムズ、2004年10月3日録音
- Garanda ※カンザス州ローレンス、2004年10月4日録音
- Aggie Theatre ※コロラド州フォート・コリンズ、2004年10月6日録音
- 32 Bleu ※コロラド州コロラドスプリングス、2004年10月7日録音
- Shaggy's Velvet Room ※ユタ州ソルトレイクシティ、2004年10月10日録音
- Conga Room ※カリフォルニア州ロサンゼルス、2004年10月13日録音